# Hypothèse anatolienne

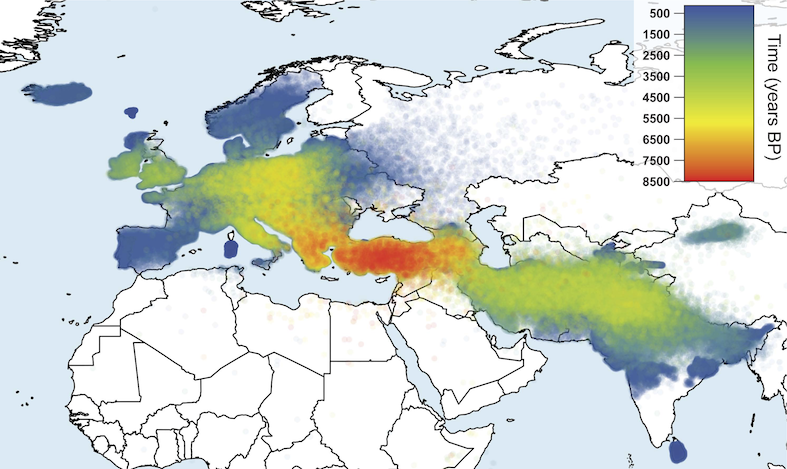
Carte de la diffusion des langues indo-européennes, selon Atkison et Gray.

L'hypothèse anatolienne du foyer originel des Indo-Européens propose que les locuteurs de l'Indo-européen commun vivaient en Anatolie au Néolithique ancien, et associe la diffusion des langues indo-européennes en Europe à l'expansion des agriculteurs anatoliens vers l'Ouest au cours des VIIe et VIe millénaires av. J.-C. La principale hypothèse alternative est l'hypothèse kourgane, qui s'est imposée aujourd'hui chez la plupart des chercheurs.

## Hypothèse anatolienne
L'un des principaux promoteurs de l'hypothèse anatolienne fut Colin Renfrew qui, en 1984, proposa une indo-européanisation progressive de l'Europe aux VIIe et VIe millénaires av. J.-C., avec l'avancée de l'agriculture apportée par des populations venues d'Anatolie. Les agriculteurs auraient supplanté par leur nombre les chasseurs-cueilleurs du Mésolithique et auraient ainsi progressivement diffusé leurs langues à travers tout le continent. En conséquence, la plupart des habitants de l'Europe auraient parlé des langues indo-européennes à partir du Néolithique, et les migrations ultérieures auraient tout au plus remplacé ces variétés indo-européennes par d'autres variétés indo-européennes. 
La principale force de cette hypothèse est qu'elle associe la propagation des langues indo-européennes à un évènement archéologique connu, la diffusion de l'agriculture, dont il est démontré qu'elle a entraîné d'importants changements de population dans plusieurs régions du monde.
Sur la base de traces écrites très fragmentaires, trois langues éteintes parlées en Europe du Sud durant l'Antiquité ont été rapprochées et attribuées à une même famille sous le nom de langues tyrséniennes, d'abord en 1998 par le linguiste allemand Helmut Rix, puis par d'autres chercheurs à sa suite :
- l'étrusque, parlé en Italie centrale, notamment en Toscane, Latium, Ombrie, et dans l’est et une partie du sud de la Corse ;
- le rhétique, parlé dans les Alpes orientales, dans l'antique Rhétie ;
- le lemnien, attesté par une longue inscription trouvée dans l'île de Lemnos, située dans le nord-est de la mer Égée.

Ces trois langues auraient été des vestiges de l'expansion néolithique des VIIe et VIe millénaires av. J.-C., avant de disparaitre vers la fin de l'Antiquité sous la pression des langues indo-européennes environnantes. D'autres langues anciennes d'Europe, également jugées pré-indo-européennes, n'ont pas encore été attribuées à une famille précise.
L'hypothèse anatolienne est encore défendue en 2015 par Paul Heggarty, chercheur au département de linguistique de l'Institut Mac Planck, pour qui le « pastoralisme steppique était en tout cas en fin de compte une évolution de l'agriculture d'Anatolie ». Csaba Barnabas Horvath, de l'université Corvinus de Budapest, en Hongrie, propose également en 2019 une origine anatolienne, mais à une date nettement postérieure à celle de Colin Renfrew et moyennant un scénario beaucoup plus complexe que toutes les hypothèses précédentes,.

## Controverse
Cette hypothèse de l'expansion d'un peuple paysan a été contestée par plusieurs linguistes et comparatistes, qui rappellent que la tradition formulaire des Indo-Européens n'a rien à voir avec un peuple de paysans, mais montre au contraire l'image d'un peuple guerrier, dont les idéaux se rapprochent de ce qu'on appelle la société héroïque de l'Âge du bronze. De plus, plusieurs éléments de vocabulaire tendent à affaiblir cette hypothèse. Ainsi, par exemple, le substantif désignant le cheval est présent dans les différentes langues indo-européennes, alors que le cheval n'a été introduit que beaucoup plus tard en Anatolie.
Pour Bernard Sergent, Colin Renfrew a substitué un « modèle » moyennant « déformations » et « choix arbitraires » aux réalités observables et aux acquis scientifiques qui fondent l'hypothèse kourgane. 
Pour Jean Haudry, l'hypothèse anatolienne est peu probable car les données du vocabulaire hérité permettent d'exclure les régions au climat méditerranéen, dont la végétation caractéristique serait « totalement absent[e] du lexique indo-européen ».

## Hypothèse balkanique
Plus récemment, Colin Renfrew s'est rallié à la proposition d'Igor Diakonov (en) qui propose le sud-est de l'Europe comme berceau des Indo-Européens. La région balkano-danubienne aurait été selon lui le foyer des différentes voies de diffusion des Indo-Européens.